# Barentsia hildegardae
Barentsia hildegardae är en bägardjursart som beskrevs av Wasson 1997. Barentsia hildegardae ingår i släktet Barentsia och familjen Barentsiidae. Inga underarter finns listade i Catalogue of Life.